# Az internetkapcsolatok fajtái
A kapcsolat adatátviteli sebessége (sávszélessége) tekintetében a következő felosztást fogadja el a szakma:
| Technológia             | Átlagos sebesség                               | Maximális sebesség                             |
| ----------------------- | ---------------------------------------------- | ---------------------------------------------- |
| 56 k modem              | 48 kbps                                        | 56 kbps                                        |
| ISDN                    | Single Channel: 64 kbps Dual Channel: 128 kbps | Single Channel: 64 kbps Dual Channel: 128 kbps |
| ADSL                    | 1-2 Mbps                                       | 8 Mbps                                         |
| ADSL2+                  | 3-4 Mbps                                       | 24 Mbps                                        |
| SDSL                    | 1-2 Mbps                                       | 3 Mbps                                         |
| kábelnet                | 6-15 Mbps                                      | 120 Mbps                                       |
| optikai                 | 100 Mbps                                       | 10 Gbps                                        |
| drót nélküli (wireless) | 11 Mbps                                        | 125 Mbps                                       |

## Jelölések
b, kb, Mb, Gb
bit, kilobit (210 b = 1024 b = 1 kb), megabit (1024 kb = 1 Mb), gigabit (1024 Mb = 1 Gb)
B, kB, MB, GB
bájt 1 B = 8 b, kilobájt (210B = 1024 B = 1 kB), megabájt (1024 kB = 1 MB), gigabájt (1024 MB = 1 GB)
kbps, Mbps
az átviteli sebesség mértéke. Másodpercenként átvitt kilobitek (kbps) v. megabitek (Mbps) száma.